# C.V. Rimestad
 Der er flere personer med dette navn, se Christian Rimestad.
Christian Vilhelm Rimestad (17. januar 1816 i København – 11. august 1879 sammesteds) var en dansk politiker og redaktør, far til C.O. Rimestad. 
Han blev 1832 student og allerede næste år lærer ved Borgerdydskolen i København (særlig i geografi), 1846-53 bestyrer af denne. Som ivrig demokrat tog han tidlig del i bestræbelser for arbejderklassens åndelige og politiske udvikling og øvede i lang tid stor indflydelse på dens holdning. Han var 1852 formand for Håndværkerdannelsesforeningen og 1853-56 for Arbejderforeningen i København, endelig 1860 stifter og senere indtil sin død formand for Arbejderforeningen af 1860, især virkende som foredragsholder. 
Efter gentagne gange forgæves at have søgt valg til Folketinget valgtes han 1854 for Københavns 8. kreds (Nyboder) og fastholdt denne plads indtil 1866; han sluttede sig straks til Venstre, stemte 1855 mod Fællesforfatningen og var 1857 såre ivrig for næringsfrihedens indførelse. 1858 blev han endog formand for Venstres Klub og var et par år ordfører for Finansudvalget, men gik senere over til det nationalliberale parti. I en årrække var han stadig taler ved Grundlovsfesterne, og ligeledes ved Kasino-mødet i marts 1863; han stemte 1865-66 for Grundlovens ændring. 
1869-72 sad han på ny i Folketinget, men var uden indflydelse. Efter 1870 stemmede han sig med al kraft mod den opvoksende socialisme, men kunne ikke hemme dens fremgang; blev 1875 medlem af kommissionen om arbejdernes forhold. Endvidere var han 1864-75 redaktør af Dagstelegraphen og derefter af Nationaltidende indtil udgangen af 1878. Foruden nogle politiske småskrifter udgav han nogle lærebøger i geografi (blandt andet en større 1857). 1867 blev han Ridder af Dannebrog.
Han er begravet på Frederiksberg Ældre Kirkegård, hvor der 1880 blev indviet et gravmonument.